# Ungfrúin góða og húsið
Ungfrúin góða og húsið é um filme de drama sueco-islandês de 1999 dirigido Guðný Halldórsdóttir. 
Foi selecionado como representante da Islândia à edição do Oscar 2000, organizada pela Academia de Artes e Ciências Cinematográficas.

## Elenco
- Tinna Gunnlaugsdóttir - Þuríður
- Ragnhildur Gísladóttir - Rannveig
- Agneta Ekmanner - Prófastsfrú
- Rúrik Haraldsson - Prófastur
- Egill Ólafsson - Björn